# Крста Цицварић
Крста Цицварић (Никојевићи, 14. септембар 1879. — Београд, 31. октобар 1944) био је српски активиста и новинар. У првој деценији 20. века износио је анархосиндикалистичке идеје, а при крају живота био је уредник неколико пронемачких таблоида и декларисани антисемит.
За време окупације објављивао је текстове у квислиншким гласилима и подстицао на мржњу. Стрељан је без суђења 31. октобра 1944. године, иако потпуно слеп, од стране партизана након ослобођења Београда.

## Биографија
Рођен је 14. септембра 1879. у селу Никојевићи код Ужица.
Похађао је Ужичку гимназију. Одбијао је да похађа часове веронауке, и изјавио да је атеиста и безбожник. Због конфликта са Настасом Петровићем, професором у гимназији, који га је због неслагања назвао „демоном”, исписао се из школе 1896. године.
Убрзо након тога напустио је град и преселио се у Београд где је завршио Гимназију и уписао Филозофски факултет Београдског универзитета. Након тога, уписао је факултет у Бечу, али је одлучио да се врати у Србију и бави се анархистичким активизмом.
Цицварић је хапшен и затваран неколико пута због тога што је писао. 1905. године Василије Кнежевић, један од чланова Цицварићеве групе Раднички клуб Једнакост основао је анархистички лист Хлеб и слобода. Убрзо креће да због листа плаћа новчане казне, и због немогућности да их плати бива осуђен на затворску казну, док лист преузима Цицварић. Лист престаје да излази после само 3 броја, а Кнежевић се склања у Ваљево разочаран својим контактом са анархистима Цицварићем и Петром Муњићем. Цицварић је заједно са Петром Муњићем основао је анархистичке новине Радничка борба 1907. године. Новине престају да излазе после догађаја везаних за штрајк радника шећеране на Чукарици у фебруару 1907. године. Због анархистичких текстова био је затворен у Пожаревцу и бива пуштен током анексионе кризе.
У штампарији Живојина Дачића где се штампао Цицварићев лист Ново време је 1911. радио Недељко Чабриновић, коме је он поклонио велики број књига и сва своја дела. Чабриновић их је понео са собом у Сарајево где је неке спалила његова мајка, а неке је сачувао и позајмљивао пријатељима.
Године 1911. покренут је дневни лист Стража као "слободоумни орган јавног мишљења". Директор је био Крста Цицварић, а исти уређивао Душан Шијачки. Мобилисан је Крста у Балканским ратовима. Лав Троцки га спомиње у ратној кореспонденцији Балкански ратови 1912-1913 као „слободног анархисту” и директора листа Стража, за који тврди да критикује српске социјалдемократе на нивоу трачарења. У социјалистичким "Радничким новинама", одбацују јула 1915. године оно што о њима пише "краљевски републиканац и царски демократа" Цицварић. Поново је мобилисан током Првог светског рата, заробљен је и провео рат као ратни заробљеник Аустроугарске у Нежидеру.
Након Првог светског рата креће да пише за Београдски дневник чији је власник био Душан Паранос, а глодур Мехмед Жунић. Цицварић је испрва био уводничар и главни полемичар, да би 7. августа 1922. први пут био потписан као уредник и директор. Од септембра те године у заглављу листа стоји Београдски дневник Крсте Цицварића. На мети су му најчешће били радикали као странка, и Никола Пашић и Стојан Протић као њени први људи. Пашић је био „лопурда”, „олош”, „зликовац” и, на крају, „најкоруптивнији човек за кога зна историја Србије”, а кад је његов син Радомир добио батине, “Београдски дневник” пише да се „поступак националне омладине у Новом Саду може потпуно разумети и да се он мора и потпуно одобрити“. Његов стил писања је био контроверзан, и због тога су га многи критиковали па и упоређивали са америчким издавачем жуте штампе Виљем Рандолф Херстом.
Године 1929. прелази у Балкан, чији је власник Светолик Савић, осим што се бавио новинарством, продавао је и траве за лечење рака, туберкулозе, падавице и црног пришта. Пашић је у међувремену умро, па је главна мета Цицварићевих напада Влатко Мачек, председник Хрватске сељачке странке, за кога се каже да је „јеврејско копиле”, и пита „што се тај дугоноси уопште усуђује да говори?”. У тексту „Србима Мојсијеве вере” из 29. априла 1936. каже да су Јевреји „упропастили и нашу Словенску мајку Русију и… посејали зло у целом свету” и да сада против њих „води борбу велики вођ Немачке Хитлер… Зашто? Сасвим оправдано.“
Последње године живота провео је у Београду, готово потпуно слеп. Од маја 1940. до марта 1941. године Светолик Савић и он издају недељник Нови Балкан, који је прохитлеровски и антисемитски. Наиме, о Ајнштајну пише:
Шта значи јеврејско духовно вођство сведочи случај са Ајнштајном. То је један Јеврејин из Мађарске… иначе Ајнштајн је математичар жонглер. Његова фамозна теорија (тзв. Теорија релативности) није довољно солидна и против ње постоје јаки приговори. Међутим борба против њега није била могућна. Имајући у рукама велику европску штампу, његови сународници направили су у циркуску рекламу: они су га приказали као највећег научног генија који се досад родио… Тако је пештански Јеврејин стекао светску славу и постао је такав ауторитет да му се на научним конгресима у његову присуству, није смело ништа приговорити. Постојало је тада у Европи, у научном свету, једно стање које се може назвати Ајнштановска опсесија. Хитлерова револуција учинила је крај тој опсесији у Немачкој и целој Европи.— Крста Цицварић, Српски народ, 06.5.1944.
За време немачке окупације у Другом светском рату Цицварић је објављивао антијеврејске и пронацистичке текстове у новинама Ново време и љотићевским новинама Српски народ. После ослобођења Београда, партизани су га оптужили за колаборационизам и стрељали без суђења током ноћи између 30. и 31. октобра 1944. године. Локација његовог гроба је непозната.

## Дела
Цицварић је написао неколико филозофских дела и углавном је писао о политици. Био је колумниста у многим новинама и љути критичар филозофа и научника Бранислава Петронијевића. Током целог живота писао је о анархизму и критиковао Западну цивилизацију. Био је љути противник монархије, комунизма, социјал-демократије и империјализма.
- Из анархистичког програма, Нова штампарија С. Раденковића и Брата, Београд, 1909.
- Плава књига о српском питању, Геца Кон и Комп, Цетиње, 1909.
- Социјалисти на влади. Св. 1, Штампарија Д. Димитријевића, Београд, 1909.
- Идеализам или материјализам, с нарочитим погледом на философију Бранислава Петронијевића, Штампарија Србија, Београд, 1909.
- Како ћемо победити Аустрију, Наумовић и Стефановић, Београд, 1909.
- Анархизам и анархисти, Наумовић и Стефановић, Београд, 1909.
- Дарвин или Ламарк, пад дарвинистичке доктрине, Штампарија Србија, Београд, 1910.
- Светозар Марковић и бирократски систем пред судом Слободана Јовановића, Б. Димитријевић, Београд, 1910.
- Социјализам и балканска конфедерација или Један крупан успех српске социјалне демократије, Штампарија Србија, Београд, 1910.
- Српска социјална демократија на прекрету, Штампарија Петра Муњића и Комп, Београд, 1910.
- О Сањину, одбрана и критика, Штампарија Србија, Београд, 1910.
- Демократија и социјализам, критички поглед на њихову праксу и њихову теорију, Издање пишчево, Београд, 1910.
- Шта је метафизика, Штампарија Србија, Београд, 1910.
- Стојан Протић и наш нови устав, Београдски дневник, Београд, 1919.